# Васильевка (Аннинский район)
Васильевка — село в Аннинском районе Воронежской области России.
Административный центр Васильевского сельского поселения.

## География
Через село проходят автодорога Р298 и река Васильевка. Автодорога имеет 3 моста в черте села. В реку Васильевка рядом с Р298 впадают ручьи Студенец и б. Лог. Неподалёку от села расположено несколько прудов.

### Улицы
- ул. Заречная,
- ул. Молодёжная,
- ул. Непочетовка,
- ул. Новая,
- ул. Придача,
- ул. Советская.

## Население
| 1859 | 1897  | 2000 | 2005 | 2010 |
| ---- | ----- | ---- | ---- | ---- |
| 862  | ↗1216 | ↘658 | ↗692 | ↘586 |

Динамика населения:
| 1859 | 1900 | 1926 | 2007 |
| ---- | ---- | ---- | ---- |
| 2359 | 3771 | 3558 | 1054 |

В селе действует средняя школа, почтовый пункт, медпункт, магазин.
В настоящее время в селе строится Введенская церковь из красного кирпича.